# Великопермские князья
Великопе́рмские князья́ (Пе́рмские князья́, Ермо́личи) — пермский княжеский род, управляли по назначению великих московских князей Великопермским княжеством в 1451—1505 годах.

## Происхождение династии
В исторической науке существуют две теории происхождения Великопермских князей:
1. Династия имеет местное (пермское) происхождения, а сами князья являлись выходцами из элитной верхушки, «сотников» («оксов») коми-пермяков северного Прикамья. Эта точка зрения была распространена в российской исторической и религиоведческой литературе до начала XX века. Её разделяли С. М. Соловьёв, Н. И. Костомаров, В советское время эту версию поддерживали исследователи истории финно-угорских народов. На рубеже XXI века эта версия вновь появляется в статьях либеральных историков Урала (Е. В. Вершинин и др.).
2. Князья Великопермские происходят из рода Рюриковичей. Так считал, например, основатель русской генеалогии М. Г. Спиридов (1751—1829). Родство Великопермских князей с великими московскими и верейскими князьями получило серьёзное обоснование с публикацией в 1958 году Вычегодско-Вымской летописи (кон. XVI — нач. XVII вв.). В ней записано: «Лета 6959 прислал князь великий Василей Васильевич на Пермскую землю наместника от роду вереиских князей Ермолая да за ним Ермолаем да за сыном ево Василием правити пермской землёй Вычегоцкою, а старшево сына тово Ермолая, Михаила Ермолича, отпустил на Великая Пермь на Чердыню. А ведати им волости вычегоцкие по грамоте наказной по уставной». Эту версию поддержали В. А. Оборин, В. Н. Давыдов, Л. Д. Макаров, Г. Н. Чагин и др. Противники теории «верейского» происхождения (например, П. А. Корчагин, Е. В. Вершинин) посчитали, что в летописи была допущена описка и вместо «перемских» (то есть пермских) было вписано «верейских». Уже в начале XXI века появилась и другая версия происхождения пермских князей от Рюриковичей — через родство с князьями Косицкими, владевшими наделами в пределах Верейского княжества в начале XV в. (С. Н. Келембет)[2].

Общего происхождения с Вымскими князьями, с которыми вместе упоминается в Чердынском синодике в списке «пермских князей и княгинь».

## История
Первым известным представителем великопермской княжеской династии является Михаил, которого великий князь Василий в 1451 году сделал своим наместником в Перми Великой. Отец и младший брат Михаила были назначены наместниками в Пермь Вычегодскую.
Княжение Михаила было неспокойным. В 1455 году прибывший в его владения для крещения пермяков епископ Питирим был убит неожиданно напавшими вогулами (манси). Крещение было завершено лишь в 1462 епископом Ионой. В 1467 году Михаил без разрешения великого князя заключил союз с соседями, вятчанами, против пелымских вогулов и соединённые войска пермяков и вятчан взяли в плен их князя Асыку, но тому удалось бежать. Не разрывал князь Михаил и своих отношений с Великим Новгородом.
В 1471 году Михаил Великопермский отказался участвовать в походе московских полков, возглавляемых братом великого князя Юрием, к Казани. Как указывает летописец: «Стоял Юрий под Казаню 5 дней, к городу не приступал, сожидаючи белозерцев и чердынцов, а чердынцы, убоясь не пошли, за казанцов задалися». После войны с Новгородом 1471, за которой вскоре последовало его окончательное включение в Великое княжество Московское, Иван III воспользовался некими обидами, нанесёнными в Перми Великой московским купцам, в качестве предлога для карательной экспедиции. Весной 1472 года московские полки под командованием воеводы князя Фёдора Пёстрого разбили пермское войско, вышедшее им навстречу, и взяли в плен князя Михаила.
Фёдор Пёстрый заложил русскую крепость в резиденции князя Михаила, городке Покча, откуда контролировал весь край до тех пор, пока Михаил, доставленный в Москву, не сумел оправдаться перед Иваном III, получить прощение и вернуться назад.
В результате набега пелымского князя Асыки на Пермь Великую была сожжена Покча, а князь Михаил и несколько его сыновей погибли.
Следующим правителем Прикамья стал Матвей Михайлович Великопермский. Во время его долгого правления покчинско-чердынское ополчение участвовало в походе московских полков на Пелым и Югру (1483).
Вычегодско-вымское ополчение затем принимало участие в походах на Вятку (1489), на Печору (1499) и вновь на Пелым (1500), но неизвестно, участвовало ли в этих походах войско Матвея Великопермского. Затем произошёл его неясный по источникам конфликт с великокняжеской властью, и неожиданно весной 1505 г. разгневанный Иван III «свёл с Великие Перми вотчича своево князя Матфея и родню и братию ево».
Вместо Матвея в Пермь Великую был прислан князь В. А. Ковров, ставший наместником «первыи от русских князей».
Сведённый же Матвей и его родственники были поселены в центральных уездах Русского государства. Впоследствии, в XVI—XVIII веках, князья Великопермские имели поместья в Тульском, Медынском и Ярославском уездах.

## Владения
Родовой усыпальницей князей был Чердынский Богословский монастырь.

## Известные представители
- Ермолай
- Михаил Ермолаевич Пермский, князь (правил в 1451—1481).
- Матвей Михайлович Пермский, князь, сын предыдущего (правил в 1481—1505).

После выселения из Перми Великой:
- Юрий Великопермский, князь (позднее упомянут его сын Василий).
- Василий Юрьевич Великопермский, князь — 3-й воевода 5-го большого полка в Казанском походе (1544).
- Иван Великопермский, князь (позднее упомянуты его дети Григорий и Семён).
- Григорий Иванович Великопермский, князь.
- Семён Иванович Великопермский, князь — дворянин, сын боярский, в документах за 1587—1589 гг. упомянут, как тульский помещик (владелец сельца Скорнева на р. Хохловке). Владел двором в городе Туле.
- Андрей Великопермский, князь (позднее упомянут его сын Владимир).
- Владимир Андреевич Великопермский, князь.
- Пётр Владимирович Великопермский, князь.
- Леонтий (Лев) Великопермский, князь — сын боярский? (1562-63). В 1563 г. был послан с царской грамотой к приставу при литовском посланнике Лобану Ильичу Львову.
- Константин Великопермский, князь (1550?).
- Александр Константинович Великопермский, князь — сын боярский (1586), медынский помещик.
- Исаак Александрович Великопермский, князь — московский жилец (1603,1604).
- Фёдор Великопермский, князь — сын боярский? (1600?).
- Матвей Фёдорович Великопермский, князь — дворянин московский, в ожидании возобновления войны с поляками оберегает Дмитриевские ворота в Кремле в 1633 г., дворянин московский (уп. в 1636 г.). В 1641 г. сослан на Верхотурье с указом следить за ним, дабы он не убежал к калмыкам, и содержать его на три копейки в день. Видимо, Матвей Фёдорович был заподозрен в отсутствии политической благонадёжности, поскольку верхотурский воевода князь Н. Ф. Мещерский обозвал его как-то «вором и изменником». Впрочем, князь Великопермский счёл это оскорблением и не побоялся подать на Мещерского челобитную. 21 декабря 1645 воевода Верхотурья М. Ф. Стрешнев прочитал присланную из Москвы грамоту, в которой указывалось ему отпустить в столицу проживавшего в городе опального князя Матвея Великопермского. Получив одну «подводку», князь Матвей двинулся в путь, и уже 18 февраля 1646 явился в Сибирский приказ и доложил о своём прибытии.[7]
- Борис Матвеевич Великопермский, князь — ярославский помещик (владелец сельца Юрьевское в Верховском стане, 1678—1710), на службе в драгунском полку (1701—1710).
- Андрей Борисович Великопермский, князь — сын ярославского помещика (род. 1701). В 1710 г. жил «на Москве у боярина князь Бориса Ивановича Прозоровского».

- Анастасия Великопермская, княжна.

- Анна Великопермская, княжна.
- Ксения Великопермская, княжна.
- Евдокия (Авдотья) Великопермская, княжна — жена Семёна Ивановича Великопермского. Пережила мужа и скончалась после 1626 года. В этом году, будучи уже вдовою, она проживала в своём поместье Тульского уезда.
- Анна Великопермская, княжна — жена Бориса Матвеевича Великопермского. В 1700—1710 гг. совладелица мужа на сельцо Юрьевское в Верховском стане Ярославского уезда.